# Kornel Makuszyński
Kornel Makuszyński ( phát âm tiếng Ba Lan:  [ˈkɔrnɛl makuˈʂɨɲskʲi] ) sinh ngày 8 tháng 1 năm 1884 tại Stryj và mất ngày 31 tháng 7 năm 1953 tại Zakopane). Ông là nhà văn, nhà thơ, nhà viết chuyên mục, nhà phê bình sân khấu và nhà báo người Ba Lan, thành viên của Học viện Văn học Ba Lan. Trước Chiến tranh thế giới thứ hai, ông là một trong những nhà văn Ba Lan có các tác phẩm được đọc nhiều nhất, nổi tiếng nhất và có nhiều tác phẩm nhất.  Các tác phẩm văn học của ông chủ yếu về văn học thiếu nhi và thanh thiếu niên. Ông được bầu làm thành viên của Viện Hàn lâm Văn học Ba Lan danh giá trong thời kỳ chiến tranh Ba Lan. 

## Cuộc đời và sự nghiệp
Ông sinh ngày 8 tháng 1 năm 1884 tại Stryj, là con trai duy nhất và là con thứ bảy của Ogonowska và Edward Makuszyński, một đại tá đã nghỉ hưu của quân đội Áo. Kornel mồ côi cha từ khi 10 tuổi. Trong hai năm Kornel ở Stryj, ông học xong năm thứ nhất trung học ở Stryj và kiếm sống bằng nghề dạy kèm. Sau đó, ông chuyển đến Przemyśl và học xong năm thứ hai trung học.
Năm 14 tuổi, ông bắt đầu làm thơ. Vào năm 1902, Makuszyński đã đăng bài thơ đầu tiên của mình  trên tờ báo Słowo Polskie, từ năm 1904, ông là thành viên ban biên tập của tạp chí này và nhờ đó ông nhanh chóng trở thành một nhà phê bình sân khấu. Ông học ngôn ngữ và văn học tại Đại học Lviv (sau đó là Đại học Jan Kazimierz ở Lwów, Ba Lan) và ở Paris. Ông được sơ tán đến Kiev vào năm 1915, nơi ông điều hành Nhà hát Ba Lan và là chủ tịch của cộng đồng nhà văn và nhà báo Ba Lan. Năm 1918, ông chuyển đến Warsaw và trở thành một nhà văn.
Những cuốn sách dành cho trẻ em của ông, đặc biệt là bộ truyện về chú dê Koziołek Matołek (do Marian Walentynowicz minh họa), có sức ảnh hưởng lâu dài ở Ba Lan, cho dù hệ thống chính trị và vận mệnh của đất nước có thay đổi ra sao. Bộ truyện cũng đã được dịch sang nhiều ngôn ngữ khác. Trong số đó, bộ truyện ở Israel là phổ biến nhất, nơi đây, những người nhập cư Do Thái gốc Ba Lan từ những năm 1920 và 1930 đã rất cố gắng dịch sang tiếng Do Thái để con cái họ biết đến bộ truyện này.
Makuszyński mất năm 1953 tại Zakopane, nơi ông sống từ năm 1945. Ông được chôn cất tại nghĩa trang Peksowe Brzysko ở Zakopane. Makuszyński có một bảo tàng mang tên ông được thành lập vào năm 1966 và nằm trong thành phố. 

## Tác phẩm
- 1908 Połów gwiazd – cuốn sách xuất bản đầu tiên
- 1910 W kalejdoskopie
- 1910 Romantyczne historie
- 1910 Rzeczy wesołe (Anioł, Rajska opowieść, Twórcy, Frazes, Filantropia, Miss Śmierć, Stary mąż, Ludzie tragiczni, Kobieta z sercem) – một bộ sưu tập hài hước
- 1910 Dusze z papieru – một bộ sưu tập các bài tiểu luận mô tả những thành tựu nghệ thuật của nhà hát Lviv.
- 1911 Zabawa w szczęście
- 1912 Szewc Kopytko i kaczor Kwak
- 1913 Awantury arabskie (Ósma podróż żeglarza Sindbada, O szlachetnej dziewicy i koniu, Morderstwo Harun ar Raszyda, Hassan i jego pięć żon, Mędrzec zza morza) – một bộ sưu tập gồm 5 câu chuyện hài hước và thu hút được sưu tầm từ những truyền thuyết và câu chuyện cổ tích của Trung Đông.
- 1914 Straszliwe przygody
- 1915 Perły i wieprze – một cuốn tiểu thuyết hài hước
- 1916 Bardzo dziwne bajki (Bajka o królewnie Marysi, o czarnym łabędziu i o lodowej górze, Szewc Kopytko i kaczor Kwak, O tym jak krawiec Niteczka został królem, Dzielny Janek i jego pies)
- 1917 Po mlecznej drodze
- 1919 Piosenki żołnierskie
- 1919 Słońce w herbie
- 1920 Radosne i smutne – một tuyển tập truyện ngắn
- 1925 Bezgrzeszne lata - hồi ký tự truyện
- 1925 Wycinanki
- 1927 Ponure Igraszki
- 1928 Król Azis – truyện ngắn
- 1928 O dwóch takich, co ukradli księżyc – powieść dla młodzieży; na jej podstawie nakręcono film fabularny i serial animowany
- 1929 Listy zebrane
- 1930 Przyjaciel wesołego diabła – tiểu thuyết dành cho giới trẻ; một bộ phim truyện và loạt phim hoạt hình đã được quay dựa trên tiểu thuyết này.
- 1932 Panna z mokrą głową – một cuốn tiểu thuyết dành cho giới trẻ; hai bộ phim và một loạt phim truyền hình đã được quay dựa trên tiểu thuyết này.
- 1933 Skrzydlaty chłopiec – một cuốn tiểu thuyết dành cho giới trẻ
- 1933 Mały chłopiec
- 1934 Uśmiech Lwowa
- 1935 Wyprawa pod psem – một cuốn tiểu thuyết dành cho giới trẻ
- 1935 Wielka Brama – một cuốn tiểu thuyết dành cho giới trẻ
- 1936 Złamany miecz
- 1937 Awantura o Basię – một cuốn tiểu thuyết dành cho giới trẻ; hai bộ phim và một loạt phim đã được quay dựa trên tiểu thuyết này.
- 1937 Nowe bajki tego roku
- 1937 Szatan z siódmej klasy – một cuốn tiểu thuyết dành cho giới trẻ; hai bộ phim và một loạt phim đã được quay dựa trên tiểu thuyết này.
- 1939 Za króla Piasta Polska wyrasta
- 1939 Kartki z kalendarza
- 1946 List z tamtego świata – một cuốn tiểu thuyết dành cho giới trẻ
- 1957 Szaleństwa panny Ewy – tiểu thuyết dành cho giới trẻ viết năm 1940; một bộ phim điện ảnh và một bộ phim truyền hình đã được quay dựa trên tiểu thuyết này.| Kornel Makuszyński                                                                                                  | Kornel Makuszyński |
| --- | ------------------ |
| Văn bằng trao tặng Vòng nguyệt quế vàng của Học viện Văn học Ba Lan ngày 5 tháng 11 năm 1935 cho Kornel Makuszyński |                    |

## Giải thưởng
- Giải thưởng văn học Quốc gia (1926). [6]

- Huân chương Đại bàng Trắng (ngày 11 tháng 11 năm 2018). [7]
- Vòng nguyệt quế vàng của Học viện Văn học Ba Lan (ngày 5 tháng 11 năm 1935). [8]

## Liên kết bên ngoài
- Kornel Makuszyński tại Culture.pl.